# Parnassius autocrator
Parnassius autocrator là một loài bướm ngày thuộc họ Papilionidae. Nó được tìm thấy ở Afghanistan và Tajikistan.

## Hình ảnh

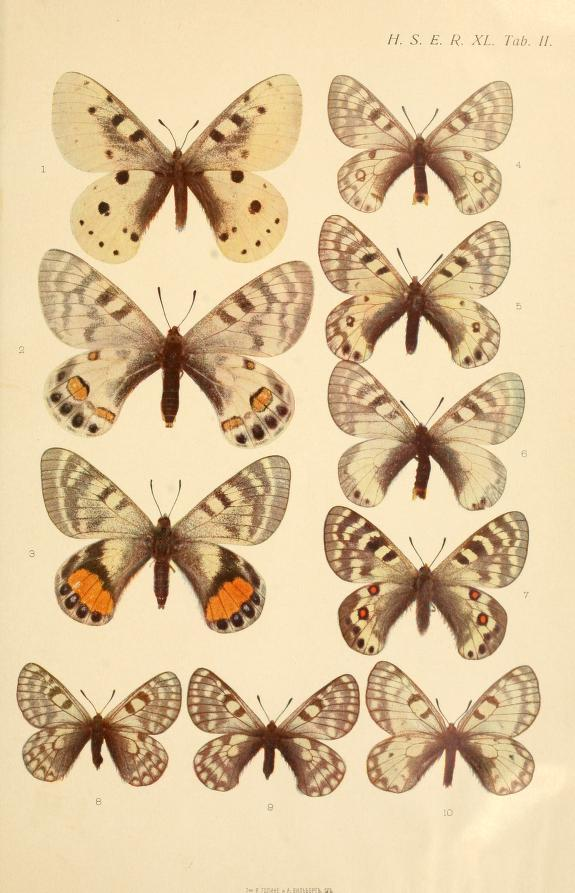
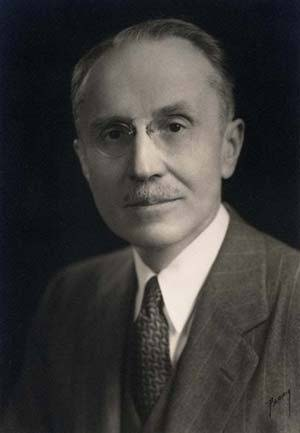

- Tập tin:Tập